# Theridion zhangmuense
Theridion zhangmuense là một loài nhện trong họ Theridiidae.
Loài này thuộc chi Theridion. Theridion zhangmuense được Hsen Hsu Hu miêu tả năm 2001.